# III liga polska w piłce siatkowej mężczyzn (2006/2007)
III liga polska w piłce siatkowej mężczyzn 2006/2007 – rozgrywki czwartej w hierarchii po Profesjonalnej Lidze Piłki Siatkowej, I lidze i II lidze - klasy męskich ligowych rozgrywek siatkarskich w Polsce. Rywalizacja w niej toczy się systemem ligowym - o awans do II ligi, a za jej prowadzenie odpowiadają Wojewódzkie Związki Piłki Siatkowej. W niektórych województwach gra się rundy play-off. Najlepsze dwie drużyny każdego z województw miały prawo wystąpić w turniejach o awans do II ligi organizowanych przez Polski Związek Piłki Siatkowej - półfinałowych i finałowych. W każdym turnieju udział brały 4 drużyny. W półfinałowych 2 najlepsze z każdego z nich awansowały dalej, a w turniejach finałowych tylko najlepsza drużyna każdego z turniejów awansowała bezpośrednio do II ligi, natomiast drużyny z drugich miejsc rozgrywały z drużynami z II ligi dwumecz barażowy o awans. W niektórych województwach najsłabsze drużyny są relegowane do IV ligi, jeśli w danym województwie ona funkcjonuje.

## Turnieje półfinałowe[1]

### Parzęczew
| miejsce | drużyna                                | mecze | punkty | sety | małe punkty     |
| ------- | -------------------------------------- | ----- | ------ | ---- | --------------- |
| 1       | LKS Orzeł Parzęczew                    | 3     | 6      | 9:1  | 95:84           |
| 2       | KU AZS Cracovia Politechnika Krakowska | 3     | 5      | 7:3  | 159:141         |
| 3       | AKS Tora Orkan Nisko                   | 3     | 4      | 3:8  | ? (brak danych) |
| 4       | KS Stocznia M&W Darłowo                | 3     | 3      | 2:9  | 46:75           |

     awans do turnieju finałowego

### Rzeszów
| miejsce | drużyna                | mecze | punkty | sety | małe punkty |
| ------- | ---------------------- | ----- | ------ | ---- | ----------- |
| 1       | TS Hejnał Kęty         | 3     | 6      | 9:3  | 275:218     |
| 2       | AKS Resovia II Rzeszów | 3     | 5      | 6:5  | 244:204     |
| 3       | MUKS Siatkarz Wieluń   | 3     | 4      | 7:7  | 275:298     |
| 4       | AZS UMK Toruń          | 3     | 3      | 2:9  | 188:262     |

     awans do turnieju finałowego

### Biała Podlaska
| miejsce | drużyna                   | mecze | punkty | sety | małe punkty | adnotacja                      |
| ------- | ------------------------- | ----- | ------ | ---- | ----------- | ------------------------------ |
| 1       | KS AZS AWF Biała Podlaska | 3     | 6      | 9:2  | 170:135     |                                |
| 2       | MKS MDK Warszawa          | 3     | 5      | 8:4  | 280:226     | wycofany z turnieju finałowego |
| 3       | LUKS Biebrza Lipsk        | 3     | 4      | 4:6  | 95:101      |                                |
| 4       | UKS Nidka Ruciane Nida    | 3     | 3      | 0:9  | 67:150      |                                |

     awans do turnieju finałowego

### Giżycko
| miejsce | drużyna                         | mecze | punkty | sety | małe punkty     |
| ------- | ------------------------------- | ----- | ------ | ---- | --------------- |
| 1       | UMKS MOS Wola Warszawa          | 3     | 5      | 8:4  | 171:122         |
| 2       | WSFiZ MUKS Piętnastka Białystok | 3     | 5      | 7:4  | 84:96           |
| 3       | KS Zakład Karny Biała Podlaska  | 3     | 5      | 7:5  | ? (brak danych) |
| 4       | KS MOSiR Giżycko                | 3     | 3      | 0:9  | 38:75           |

     awans do turnieju finałowego

### Trzebiatów
| miejsce | drużyna                    | mecze | punkty | sety |
| ------- | -------------------------- | ----- | ------ | ---- |
| 1       | GKS Rega Merida Trzebiatów | 3     | 5      | 7:3  |
| 2       | MKS Czarni Pruszcz Gdański | 3     | 5      | 8:5  |
| 3       | GLKS Polanin Strzałkowo    | 3     | 5      | 6:5  |
| 4       | Budowlanka Toruń           | 3     | 3      | 1:9  |

     awans do turnieju finałowego

### Bydgoszcz
| miejsce | drużyna                         | mecze | punkty | sety | małe punkty     |
| ------- | ------------------------------- | ----- | ------ | ---- | --------------- |
| 1       | BKS Chemik Bydgoszcz            | 3     | 6      | 9:2  | ? (brak danych) |
| 2       | MKS MDK Trzcianka               | 3     | 5      | 7:3  | 150:108         |
| 3       | SKS Starogard Gdański           | 3     | 4      | 3:6  | 51:75           |
| 4       | KS Rewalskie Morze Bałtyk Rewal | 3     | 3      | 1:9  | 57:75           |

     awans do turnieju finałowego

### Lubin
| miejsce | drużyna                     | mecze | punkty | sety | małe punkty |
| ------- | --------------------------- | ----- | ------ | ---- | ----------- |
| 1       | MKS Urbex Cuprum Lubin      | 3     | 6      | 9:2  | 193:161     |
| 2       | MCKiS Jaworzno              | 3     | 5      | 7:6  | 195:197     |
| 3       | SS Lotrans Kędzierzyn Koźle | 3     | 4      | 5:6  | 146:154     |
| 4       | KS Budowlani Gozdnica       | 3     | 3      | 2:9  | 158:180     |

     awans do turnieju finałowego

### Kędzierzyn-Koźle
| miejsce | drużyna                         | mecze | punkty | sety | małe punkty |
| ------- | ------------------------------- | ----- | ------ | ---- | ----------- |
| 1       | TKKF Czarna Owca Razem Wołów    | 3     | 6      | 9:3  | 193:149     |
| 2       | MMKS Mostostal Kędzierzyn Koźle | 3     | 5      | 7:6  | 162:180     |
| 3       | MMKS Dąbrowa Górnicza           | 3     | 4      | 6:8  | 192:201     |
| 4       | MKST Astra Nowa Sól             | 3     | 3      | 4:9  | 188:205     |

     awans do turnieju finałowego

## Turnieje finałowe[2]

### Parzęczew
| miejsce | drużyna                    | mecze | punkty | sety | małe punkty |
| ------- | -------------------------- | ----- | ------ | ---- | ----------- |
| 1       | MCKiS Jaworzno             | 3     | 6      | 9:1  | 256:209     |
| 2       | LUKS Biebrza Lipsk         | 3     | 5      | 6:6  | 265:270     |
| 3       | LKS Orzeł Parzęczew        | 3     | 4      | 5:7  | 252:263     |
| 4       | GKS Rega Merida Trzebiatów | 3     | 3      | 3:9  | 267:298     |

     - awans do II ligi
     - baraż o awans

### Kęty
| miejsce | drużyna                         | mecze | punkty | sety | małe punkty | adnotacja                                       |
| ------- | ------------------------------- | ----- | ------ | ---- | ----------- | ----------------------------------------------- |
| 1       | BKS Chemik Bydgoszcz            | 3     | 5      | 8:4  | 253:248     | brak zgłoszenia do przyszłych rozgrywek II ligi |
| 2       | TS Hejnał Kęty                  | 3     | 5      | 7:4  | 260:239     |                                                 |
| 3       | MMKS Mostostal Kędzierzyn Koźle | 3     | 5      | 7:5  | 272:230     |                                                 |
| 4       | WSFiZ MUKS Piętnastka Białystok | 3     | 3      | 0:9  | 157:225     |                                                 |

     - baraż o awans

### Biała Podlaska
| miejsce | drużyna                                | mecze | punkty | sety | małe punkty | adnotacja          |
| ------- | -------------------------------------- | ----- | ------ | ---- | ----------- | ------------------ |
| 1       | MKS Urbex Cuprum Lubin                 | 3     | 5      | 7:3  | 153:133     |                    |
| 2       | MKS Czarni Pruszcz Gdański             | 3     | 5      | 7:6  | 109:98      |                    |
| 3       | KS AZS AWF Biała Podlaska              | 3     | 4      | 5:7  | 170:184     |                    |
| 4       | KU AZS Cracovia Politechnika Krakowska | 3     | 4      | 5:8  | 265:282     | awans decyzją PZPS |

     - awans do II ligi
     - baraż o awans

### Warszawa
| miejsce | drużyna                      | mecze | punkty | sety | małe punkty | adnotacja          |
| ------- | ---------------------------- | ----- | ------ | ---- | ----------- | ------------------ |
| 1       | MKS MDK Trzcianka            | 3     | 6      | 9:4  | 303:282     |                    |
| 2       | TKKF Czarna Owca Razem Wołów | 3     | 5      | 8:4  | 284:249     |                    |
| 3       | UMKS MOS Wola Warszawa       | 3     | 4      | 6:6  | 273:265     | awans decyzją PZPS |
| 4       | AKS Resovia II Rzeszów       | 3     | 3      | 0:9  | 161:225     |                    |

     - awans do II ligi
     - baraż o awans

## Baraże o awans[3]
| gospodarz              | gość                   | wynik | wyniki setów                      |
| ---------------------- | ---------------------- | ----- | --------------------------------- |
| Ślepsk Augustów        | Biebrza Lipsk          | 3:0   | 26:24, 25:18, 25:21               |
| Biebrza Lipsk          | Ślepsk Augustów        | 1:3   | 26:28, 25:23, 14:25, 18:25        |
|                        |                        |       |                                   |
| MKS Andrychów          | Czarni Pruszcz Gdański | 3:0   | 25:23, 25:19, 25:23               |
| Czarni Pruszcz Gdański | MKS Andrychów          | 1:3   | 20:25, 25:18, 25:27, 11:25        |
|                        |                        |       |                                   |
| Ikar Legnica           | Razem Wołów            | 3:0   | 25:20, 25:20, 25:9                |
| Ikar Legnica           | Razem Wołów            | 1:3   | 25:22, 16:25, 21:25, 19:25        |
|                        |                        |       |                                   |
| AZS Opole              | Hejnał Kęty            | 3:2   | 23:25, 22:25, 25:19, 25:19, 15:10 |
| Hejnał Kęty            | AZS Opole              | 3:1   | 25:17, 25:19, 23:25, 25:21        |

### Awans do II ligi po barażu
- Ślepsk Augustów (utrzymanie w II lidze)
- MKS Andrychów (utrzymanie w II lidze)
- Ikar Legnica (utrzymanie w II lidze)
- Hejnał Kęty